# Katal
Il katal (simbolo kat) è l'unità di misura del sistema SI per l'attività catalitica.
Dimensionalmente si ha:
{\displaystyle \mathrm {1\ kat={\frac {1\ mol}{1\ s}}} }.
Il katal è utilizzato da molto tempo ma è entrato a far parte ufficialmente delle unità derivate del Sistema Internazionale solo nel 1999.
È da notare che il katal non misura la velocità di reazione, anche se dimensionalmente si tratta sempre di moli per secondo. Il katal misura invece di quanto la velocità di reazione viene aumentata (rispetto al caso di reazione non catalizzata) dalla presenza di un catalizzatore (o di un enzima). Per esempio una certa quantità di un determinato catalizzatore che presenta attività catalitica di 1 katal (per una determinata reazione) consuma 1 mole di reagenti in 1 secondo.